# Kỳ án nhà Thanh
Kỳ án nhà Thanh (tiếng Trung: 施公奇案) là một bộ phim điều tra phá án thuộc dòng kỳ ảo năm 2006 của Hồng Kông với nhân vật chính là Thi đại nhân (Thi Thế Luân) do diễn viên Âu Dương Chấn Hoa thủ vai. Được sản xuất bởi Lâm Tri Hoa và biên tập bởi Lưu Chi Hoa, bộ phim được sản xuất bởi TVB. Ban đầu bộ phim được phát sóng trên TVB Jade với thời lượng mỗi tập 45 phút và phát liên tục 5 ngày trong tuần từ 31 tháng 1 đến 26 tháng 2 năm 2006. Phim được lấy bối cảnh triều đại nhà Thanh đầu thế kỷ thứ 19. Thi Thế Luân được bổ nhiệm làm tân tri huyện Giang Đô tình cờ nhặt được chiếc gối thần giúp phá nhiều vụ án.

## Phân vai

### Nhân vật chính
| Diễn viên         | Nhân vật            | Miêu tả                                           |
| Âu Dương Chấn Hoa | Thi Thế Luân        | Tân tri huyện Giang Đô                            |
| Quách Khả Doanh   | Mễ Hương Dung       | Một nha bà trong huyện. được sinh bởi Đường Phụng |
| Trần Hạo Dân      | Huỳnh Thiên Bá      | sinh bởi Đường Long                               |
| Dương Di          | Tăng Cách Minh Châu | là em họ của Thế luân                             |
| Lư Hải Bằng       | Đường Đa Phước      | Là ông của Hương Dung và Thiên Bá                 |

### Nhân vật khác
| Diễn viên        | Nhân vật                   | Miêu tả                       |
| Lí Phong         | Triệu Nguyệt Nga           | Mẹ của Thế Luân.              |
| Lữ San           | Bàng Cát Ái                | Vợ cả của Thế Luân.           |
| Diêu Doanh Doanh | Cổ Tú Ngọc                 | Vợ hai của Thế Luân.          |
| Văn Tụng Nhàn    | Tiền Lệ Thư                | Vợ ba của Thế Luân.           |
| Lưu Gia Huy      | Ti Mã Truy Phong           | một bổ đầu.                   |
| Hàn Mã Lợi       | Tiêu Cửu Nương             | Dì của Hương Dung và Thiên Bá |
| Tăng Vĩ Quyền    | Nhậm Bình Sinh (Kim Hồ Ly) |                               |
| Trương Anh Tài   | Assistant Lo               | Sai-lun's assistant judge.    |
| Lí Quốc Lân      | Thi Lang                   | cha của Thế Luân.             |

## Tỉ lệ người xem
|   | Tuần                            | Tập     | Điểm trung bình | Điểm cao nhất | Lượt người xem (triệu người) | Tham khảo   |
| - | ------------------------------- | ------- | --------------- | ------------- | ---------------------------- | ----------- |
| 1 | 31 tháng 1 — 3 tháng 2 năm 2006 | 1 — 4   | 28              | 31            | 1.78                         | [ 1 ]       |
| 2 | 6 — 10 tháng 2 năm 2006         | 5 — 9   | 32              | 35            | 2.04                         | [ 2 ]       |
| 3 | 13 — 17 tháng 2 năm 2006        | 10 — 14 | 31              | —             | 1.98                         | [ 3 ]       |
| 4 | 20 — 24 tháng 2 năm 2006        | 15 — 19 | 32              | —             | 2.04                         | [ 4 ]       |
| 4 | 26 tháng 2 năm 2006             | 20      | 36              | 38            | 2.29                         | [ 5 ] [ 6 ] |